# Молотовстрой
УИТЛ «Молотовстрой» (Молотовский ИТЛ, ИТЛ Молотовстроя, Молотовлаг) — управление исправительно-трудовым лагерем, организованное в 1950 году с целью строительства нефтеперерабатывающего завода. Управление имело пять отделений. Закрыто в 1953 году. Располагалось в городе Молотов (ныне Пермь).

## История
Управление было создано для использования труда заключенных на строительстве нефтеперерабатывающего завода (Пермнефтеоргсинтез), а также для производства брусчатки, бутового камня, щебня (в районе города Чусового), строительства кирпичного завода на станции Оверята Пермской железной дороги, строительства автодорог и водопроводов. Управление имело пять отделений. Первым начальником управления был назначен инженер-подполковник Терлецкий Л. Я. Суммарная исленность заключенных в 1953 году достигла примерно 12 тысяч человек.
Для перевозки заключенных в 1951 году была создана автоколонна. Производительность труда заключенных оказалась низкой, много времени тратилось на их транспортировку к месту работы. Для экономии времени использовали палатки для проживания заключенных и технического персонала на объекте.

## Начальники лагеря
- нач. — инж.-п/п Терлецкий Л. Я., с 14.02.51 по 01.04.53;
- и. о. нач. — п/п Жидовленков А. Ф., с 01.04.53 — ?;
- з/н — г/м Калинин А. С., ? — 02.02.51;